# Christoph Semke
Christoph Semke (Alemanha, 12 de dezembro de 1986), também conhecido como Mondragon, é um ex-jogador profissional de StarCraft: Brood War e ex-gerente de uma equipe de StarCraft II: Wings of Liberty.

## Times
Mondragon foi um dos fundadores do clã Templars of Twilight, de StarCraft: Brood War, jogando por ele até sua dissolução em 2010. Em seguida, entrou para o time MeetYourMakers em janeiro de 2011, mas não renovou o contrato e saiu pouco depois, em julho de 2011.
Posteriormente, migrou para o StarCraft 2: Wings of Liberty, onde gerenciou a equipe Team Acer entre julho de 2011 e julho de 2012, quando se aposentou para focar nos estudos da universidade.

## Resultados
| Ano  | Torneio                                         | Colocação | Ref.   |
| ---- | ----------------------------------------------- | --------- | ------ |
| 2005 | WCG 2005 Samsung Euro Championship              | 1º        | [ 6 ]  |
| 2005 | ESL Pro Series Germany Season VII Finals        | 1º        | [ 7 ]  |
| 2006 | ESL Pro Series Germany Season VIII Finals       | 1º        | [ 7 ]  |
| 2007 | World Cyber Games 2007                          | 3º        | [ 8 ]  |
| 2008 | 2008 Razer TeamLiquid Star League               | 9-16º     | [ 9 ]  |
| 2009 | 2009 PokerStrategy.com TeamLiquid Star League 2 | 2º        | [ 10 ] |